# آخرین مرتدان
آخرین مرتدان (به انگلیسی: Last of the Renegades) فیلمی محصول سال ۱۹۶۴ و به کارگردانی هارالد رینل است. در این فیلم بازیگرانی همچون لکس بارکر، پیر بریس، آنتونی استیل، ترنس هیل، کارین دور، کلاوس کینسکی، رناتو بالدینی، ایلیا ایوزیچ، استول آراندویچ، میرکو بومن و ادی آرنت ایفای نقش کرده‌اند.